# Сабан, Хаим
Хаим Сабан (ивр. חיים סבן‎, англ. Haim Saban; род. 15 октября 1944, Александрия, Египет) — израильско-американский бизнесмен. Бо́льшую часть своего состояния заработал как телевизионный продюсер в США. Состояние Сабана оценивается в 3,4 миллиарда долларов, он занимает 143 место в списке Форбс.

## Биография

### Детство, юность и начало карьеры
Сабан родился в Александрии, Египет. В 1956, в возрасте 12 лет, он репатриировался в Израиль со своей семьей. Как и большинство египетских евреев, семья Сабана вынуждена была бежать из своей страны после прихода к власти Г. А. Насера, Синайской войны и последовавших затем гонениями на евреев. Сначала семья Сабанов поселилась в городе Хацор ха-Глилит, а через два года они переехал в Тель-Авив, где жили в однокомнатной квартире, а его отец занимался продажей карандашей в разнос. Сабан пошел в сельскохозяйственную школу в молодежной деревне Бен-Шемен. В 1964 окончил среднюю школу, обучаясь в вечерней школе «Ласаль» в Тель-Авиве, что позволило ему днем работать и учиться музыке. После службы в армии, в 1966, присоединился к тель-авивской музыкальной группе «Львы», где был бас-гитаристом.
В 1968 заменил предыдущего руководителя ансамбля «Львы», Иегуду Талита, а потом стал руководителем группы «Голубые звезды». Вместе с Иегудой Талитом соединил певца Арика Айнштейна с группой «Черчилли». В начале 1970-х годов продюсировал Всеизраильский фестиваль детской песни, который проводился каждый год и пользовался в Израиле большим успехом.
В 1975 году Сабан переехал во Францию, где основал звукозаписывающую компанию, которой удалось продать миллионы записей. Параллельно с бизнесом сочинял музыку для телевизионных сериалов, в первую очередь, анимационных. Восемь лет спустя, в 1983 году, Сабан переехал в Лос-Анджелес, США и организовал студии звукозаписи, которые создавали музыку для телевизионных сериалов. В области создания музыки для сериалов Сабан добился больших успехов, он значился композитором в титрах десятков телевизионных постановок в 1980-х годах, чаще всего, под псевдонимом «Kussa Mahchi», что означает на арабском языке «Фаршированные кабачки». Одновременно он начал продюсировать анимационные сериалы для телевидения. Всего через год после переезда в США, Сабан продюсировал свой первый американский сериал, «Kidd Video», который пользовался большим успехом, главным образом, в Израиле.

### Создание «Saban Entertainment»
В 1988 Хаим Сабан основал компанию «Saban Entertainment», которая выпустила ряд сериалов на основе комиксов, в том числе: «Люди Икс», «Сказки Братьев Гримм», GoShogun и другие. Все сериалы были основаны на сюжете японской манги или адаптировали японские мультсериалы, например, Samurai Pizza Cats и были пародийными. В 1993 году Сабан начал производство кино- и телесериалов, которые оказались особенно успешными. Так, по мотивам японского сериала в жанре токусацу был снят сериал «Могучие рейнджеры» (Power Rangers). Сабан приобрел права на показ сериала за пределами Японии за полмиллиона долларов. Успех сериала «Могучие рейнджеры» привел к массовому выпуску сопутствующих товаров (в основном игрушек), который увеличил доходы от фильма. В 1995 году компания Сабана слилась с компанией «Fox Kids Network», которая принадлежала газетному магнату Руперту Мёрдоку, а в 1997 году Сабан купил компанию «Fox Family», объединяющую ряд семейных телевизионных и кабельных каналов, которые были подсоединены к десяткам миллионов домов в США и в Европе.
В октябре 2002 года Сабан продал свой телевизионный бизнес компании «Уолт Дисней». По условиям сделки он получил 1,7 млрд долларов наличными. На тот момент это была максимальная сумма, которую один человек получил при сделке наличными. Канал «Fox Kids», который раньше принадлежал Сабану, изменил свое имя на «Канал Jetix», а затем на «Disney Channel». После продажи канала Хаим Сабан создал холдинг «Saban Capital Group», продолжавший работать в области средств массовой информации. Среди прочего, этот холдинг приобрел в 2003 году несколько центральных телеканалов в Германии. В 2008 году Сабан вместе с партнерами приобрел за 14 миллиардов долларов «Univision», крупнейшую в мире телевизионную сеть, ведущую вещание в Испании.

### Благотворительность и инвестиции в Израиле
Покинув продюсерский бизнес, Хаим Сабан начал принимать больше участия в мероприятиях, связанных с Израилем. Он деятельно способствовал развитию Тель-Авивского университета. Сабан пожертвовал 15 миллионов долларов на создание детского отделения в больнице Сорока в Беэр-Шеве. При его активном участии был создан форум за демократию, который предназначался для обмена мнениями и идеями, а также укрепления связей между США и Израилем. В рамках этого форума произошли важные политические события, например, первая встреча между высокопоставленными представителями правительства Пакистана и Израиля. В мае 2005 группа бизнесменов во главе с Сабаном (куда входили также Мори Аркин и фонд Apex) приобрела у израильского правительства пакет акций израильской телекоммуникационной компании Безек (в которую входят компании Пелефон, Безек Бейнлеуми, Bezeq Online и Yes) за сумму около 4,2 миллиарда шекелей. В октябре 2009 года прибыли группы Сабана составили около 5 млрд шекелей. Сабан приобрел 22 % акций Keshet Broadcasting, одного из правовых обладателей канала 2, за 12 миллионов долларов, и менее чем через три года продал принадлежавшие ему акции с прибылью 300 %. В октябре 2009 года группа «Сабан -Apax — Аркин», владевшая контрольным пакетом акций компании «Bezeq», приняла предложение бизнесмена Шауля Аловича и продали ему 30,7 % акций компании за 7 миллиардов шекелей.
2 декабря 2012 года учредил канал Zoom, который вскоре был включен в кабельную сеть HOT, а затем и в сеть спутникового телевидения YES.
В 2013 холдинговая компания «Сабан Капитал Групп» приобрела контроль над компанией Partner Communications, которая владеет сетью мобильной связи под тем же названием. Она также получила около 33 % акций в компании Илана Бен-Дова.

### Личная жизнь.
Сабан женат на докторе психологии Шерил Сабан. У него четверо детей: три дочери (две от предыдущего брака) и сын. Проживает в Биверли Парк. Лос-Анджелес, штат Калифорния.

## Политика
Уйдя из бизнеса, Хаим Сабан большую часть своего времени стал тратить на участие в политике. Сабан является одним из крупнейших доноров Демократической партии в США, он был одним из наиболее приближенных людей к президенту Биллу Клинтону. В администрации Клинтона Сабан был советником президента по вопросам торговли. Президент Клинтон характеризовал Сабана как «очень близкого друга и единомышленника». В 2002 году Х. Сабан пожертвовал семь миллионов долларов на создание новой штаб-квартиры демократов, за что председатель демократической партии, Терри Маколифф, назвал его «спасателем партии». Позже Сабан пожертвовал три миллиона долларов в гуманитарный фонд Клинтонов. В первичных выборах Демократической партии в ходе президентских выборов 2008 года поддерживал Хиллари Клинтон, и руководил сбором денег на её выборную кампанию.
После избрания Барака Обамы президентом Соединённых Штатов Сабан, несмотря на то, что он был одним из главных доноров Демократической партии, подверг резкой критике отношение Обамы к Израилю и сказал: «Его отношение к Израилю весьма гадкое». Далее он сказал: «Была у нас эпоха Буша-старшего, и мы её пережили, пройдут и эти времена». Тем не менее, он не позволил себе выпадов в адрес Президента, сказав, что «его цель заключается в достижении мира, но его путь не может понравиться любому человеке, и уж точно не человеку правых взглядов». Сабан гордится своей политической деятельностью и работает над укреплением отношений между Израилем и США. Он очень дружит с супругами Клинтон, но в двух случаях он отказался организовать обеды для сбора средств для Обамы, по его словам, из-за «отношения последнего к Израилю».
В 2012 году, во время праймериз в Демократической партии США, изменил свою позицию и продолжил свои связи с Демократической партией. В статье, опубликованной в «Нью-Йорк Таймс», он заявил, что «невозможно отрицать, что во всех возможных мерах — поддержка Обамой безопасности и благосостояния Израиля была прочна, как камень», а также выступил против Митта Ромни и Шелдона Адельсона, заявив, что «даже 100 миллионов долларов от владельцев казино не смогут опровергнуть эти факты» (намекнув на сумму, которую Адельсон внес в кампанию Ромни). Приверженность Сабана Израилю также определяла его инвестиции. Он несколько раз пытался купить газету «Los Angeles Times», потому что, по его словам, «пришло время превратить её из пропалестинской газеты в более сбалансированную. Во время второй интифады, когда евреев убивали каждый день, эта газета публиковала фотографии палестинской женщины, сидящей над своим мертвым ребёнком, а с израильской стороны был изображен разрушенный дом. Мне это надоело».
Во время операции «Нерушимая скала» Сабан начал произраильскую кампанию в США. Он финансировал крупные рекламные объявления в ведущих газетах Соединённых Штатов, которые были представлены на утвердительной и краткой израильской стороне: выход из сектора Газа; захват ХАМАСом сектора Газа и его определение США как террористической организации; агрессия ХАМАСа против Израиля и количество ракет, выпущенных по нему с момента разъединения; цитаты президента Обамы и других лидеров относительно права Израиля на самооборону и многое другое. Объявления подписаны организацией CAMERA, которая следит за освещением в средствах массовой информации в Соединённых Штатах на Ближнем Востоке.
Во время президентских выборов в США в 2016 году Сабан поддержал кандидатуру Хиллари Клинтон и был один из самых крупных её спонсоров.